# Stazione Novolazarevskaja
La stazione Novolazarevskaja (in russo Станция Новолазаревская) è una base antartica permanente russa (precedentemente sovietica) nella Costa della Principessa Astrid nella Terra della Regina Maud.
Localizzata ad una latitudine di 70°46′S e ad una longitudine di 11°50′E in una zona libera dai ghiacci ad un'altitudine di 120 metri ed a 5 km dalla base indiana Maitri.
La base è stata inaugurata il 18 febbraio del 1961 durante la sesta spedizione antartica sovietica ed ha operato con continuità.
La popolazione estiva è di 70 persone, che si riducono a 30 durante l'inverno australe.
La base effettua studi scientifici relativi al monitoraggio ambientale, geologico ed attività di cartografia. Si occupa inoltre dello studio del geomagnetismo, della glaciologia marina e terrestre, della biologia umana, della ionosfera, delle aurore polari, della limnologia, della sismologia. Sono infine effettuate osservazioni meteorologiche (dal 1961).